# سنتری ایگل
سِنتری ایگل یا برنامه ملی پشتیبانی از ابتکار عمل، برنامه تقسیم‌شده‌ای است که سرویس امنیت مرکزی آژانس امنیت ملی ایالات متحده آمریکا و فرماندهی راهبردی ایالات متحده آمریکا در امور مشترک فرماندهی مولفه عملکردی – جنگ‌افزار شبکه آنرا پیش می‌برند. وجود این برنامه، نخستین‌بار در سال ۲۰۱۳ (میلادی) با افشاگری‌های گسترده اسناد ادوارد اسنودن آشکار شد.
تلاش این برنامه برای محافظت از فضای سایبری آمریکا شامل برنامه‌ریزی، هماهنگی، حمله به فضای سایبری دشمن با «حمله شبکه رایانه‌ای» می‌شود. آمیختن این تلاش‌های سرویس امنیت مرکزی آژانس امنیت ملی ایالات متحده آمریکا با فرماندهی راهبردی ایالات متحده آمریکا در امور مشترک فرماندهی مولفه عملکردی – جنگ‌افزار شبکه، هسته عملیات شبکه رایانه‌ای را تشکیل می‌دهد.
عملیات شبکه رایانه‌ای شامل شنود الکترونیک، بهره‌کشی از شبکه رایانه‌ای، آگاهی از اطلاعات، دفاع از شبکه رایانه‌ای، جنگ‌افزار شبکه محور، و حمله شبکه رایانه‌ای می‌شود.

## زیربرنامه‌ها
سنتری ایگل شش زیربرنامه دارد:
- سنتری هاوک (به انگلیسی: Sentry Hawk): برای کارهایی چون بهره‌کشی از شبکه رایانه‌ای، یا جاسوسی
- سنتری فالکُن (به انگلیسی: Sentry Falcon): دفاع از شبکه رایانه‌ای
- سنتری اُسپری (به انگلیسی: Sentry Osprey): همکاری با آژانس اطلاعات مرکزی (سیا) و دیگر سازمان‌های اطلاعاتی
- سنتری رَوِن (به انگلیسی: Sentry Raven): شکستن سامانه‌های رمزنگاری
- سنتری کُندُر (به انگلیسی: Sentry Condor): عملیات و حمله شبکه رایانه‌ای
- سنتری اُول (به انگلیسی: Sentry Owl): همکاری با شرکت‌های خصوصی

## سنتری هاوک
برنامه سنتری هاوک، یک برنامه بهره‌کشی از شبکه رایانه‌ای با همکاری آژانس اطلاعات مرکزی (سیا) و آژانس اطلاعات فدرال (اف‌بی‌آی) است. این برنامه، تلاشی برای بهره‌کشی از رایانه‌ها، لوازم جانبی رایانه، دستگاه‌های تحت کنترل رایانه، شبکه‌های رایانه‌ای یا تجهیزاتی که در آنها استفاده می‌شود، و رایانه‌ها و زیرساخت‌های با دسترسی همگانی است. هدف‌های این برنامه، دیوار آتش‌ها، سیستم‌عامل‌ها، و نرم‌افزارها هستند. این برنامه از همکاری شرکت‌های خصوصی آمریکایی سود می‌برد.

## سنتری فالکُن
برنامه سنتری فالکُن، برنامه دفاعی شبکه رایانه‌ای است که بر تخصیص حمله سایبری تمرکز دارد.

## سنتری اُسپری
برنامه سنتری اُسپری برنامه‌ای با همکاری آژانس اطلاعات مرکزی (سیا)، خدمات ملی مخفی، آژانس اطلاعات فدرال (اف‌بی‌آی)، و خدمات پنهانی دفاعی آژانس اطلاعات دفاعی برای بهره‌کشی از زیرساخت‌های ارتباطی خارجی است.

## سنتری رَوِن
برنامه سنتری رَوِن شامل تلاش‌های پنهانی برای تضعیف سامانه‌های رمزنگاری تجاری و ساخت نرم‌افزارهایی برای تبدیل این سامانه‌ها به دستگاه شنود الکترونیک است. برخی سامانه‌های رمزنگاری هدف گرفته، سامانه‌های مورد استفاده در بخش خصوصی آمریکا و توسعه یافته در شرکت‌های آمریکایی هستند.
سنتری رَوِن از ابررایانه‌ها و سخت‌افزارهای تحلیل رمز با هدف ویژه، و نرم‌افزارهای شکستن سایفرهای خارجی استفاده می‌کند. همچنین صدها میلیون دلار صرف سامانه‌های رایانه‌ای با هدف ویژه می‌کند تا به سامانه‌های رمزنگاری تجاری آمریکایی حمله کند و با همکاری شرکت‌های همکار یا ماموران مخفی در شرکت‌ها، از نقاط ضعف سامانه‌های رمزنگاری تجاری بهره‌کشی کند.

## سنتری کُندُر
کار برنامه سنتری کُندُر، فراهم‌آوری امکان شناسایی هدف سایبری، و تشخیص مواد، ابزار، و روش‌هایی است که اجازه حمله شبکه‌های رایانه‌ای به این هدف‌ها را می‌دهند.

## سنتری اُول
برنامه سنتری اُول از کارمندان بخش صنعت آمریکا یا ماموران مخفی آژانس امنیت ملی در آمریکا و کارمندان آمریکایی در خارج از کشور برای انجام عملیات شنود الکترونیک محصولات ارتباطی تجاری آمریکایی و خارجی استفاده می‌کند. برای اجرای این برنامه، قراردادهایی با نهادهای تجاری آمریکا و خارجی بسته می‌شود تا حقوق حریم شخصی درونمایه، داده، و فراداده کاربران داخلی و خارجی را دور بزند.